# Albula-alagút
Az Albula-alagút a svájci Graubünden kantonban található Albula-vasútvonal központi eleme, amely az RhB vasúthálózat részét képezi. A tengerszint feletti maximális magasságával, amely 1820 m, az Alpok legmagasabban fekvő alagútjai közé tartozik, és akár 950 m magas hegyi felüljáró is lehet. Az alagút hossza 5865 m. 1903-ban nyitotta meg kapuit a forgalom előtt.
Az alagút északi kapuja Predánál, Bergünben, a déli kapuja pedig Spinasnál, a Bever-völgyben található. Az alagút 5865 m teljes hosszával összeköti az Albula-völgyet az Engadin-völgyel, és ezzel a Rajna és a Duna közötti vízválasztó alatt halad át az Albula-hágótól néhány kilométerre nyugatra. Az alagút mind a személy-, mind a teherforgalmat kiszolgálja. A Glacier Express naponta áthalad rajta. A téli szezonban a Thusis és Samedan között közlekedő autószállító vonatok is használták az alagutat 2011-ig.
A sziklaomlás veszélye és az idő múlásával bekövetkező általános romlás miatt az eredeti alagutat a tervek szerint a 2020-as években felújították volna. 2010-ben azonban a Rhaetian Railway bejelentette, hogy az első alagút mellett egy második alagút megépítését jelölte meg előnyben részesítendő megoldásként, aminek egyik oka a viszonylag csekély költségkülönbség volt. 2014 folyamán megkezdődött az építkezés, amelynek költsége mintegy 244 millió svájci frankra becsülték. Az eredeti Albula-alagúthoz képest az új fúrás az újabb üzemeltetési és biztonsági előírások miatt lényegesen nagyobb. A második alagutat a tervek szerint 2022 körül nyitják meg a forgalom előtt, a projekt befejezése az eredeti alagút felújításával együtt 2023-ra várható. A tervek szerint az elkészült alagutat évente mintegy 15 000 vonat fogja használni; az alagutat úgy építették meg, hogy a maximális sebesség 120 km/h legyen a rajta áthaladó vonatoknak.